# São Vicente e Granadinas nos Jogos Pan-Americanos de 2015
São Vicente e Granadinas competiu nos Jogos Pan-Americanos de 2015 em Toronto de 10 a 26 de julho de 2015. O país competiu em 3 esportes com 5 atletas e conquistou uma medalha de bronze.